# Maurice Tombragel
Maurice Tombragel (né le 9 mars 1913 à Covington dans le Kentucky et mort le 20 janvier 2000  à Lake Oswego dans l'Oregon) est un scénariste américain connu entre autres pour son travail aux studios Disney dans les années 1960.

## Biographie
En 1958, Maurice Tombragel participe à l'écriture de la série télévisée Elfego Baca, premier travail pour le studio Disney dans lequel il restera plusieurs années à la fois pour écriture des films et des séries télévisées.
Peu après la mort de Walt Disney en décembre 1966, Tombragel est licencié du studio.

## Filmographie

### Pour le cinéma

#### Années 1930
- 1939 : Tropic Fury (Fury of the Tropics)
- 1939 : Legion of Lost Flyers

#### Années 1940
- 1940 : Danger on Wheels
- 1940 : Zanzibar (en) d'Harold D. Schuster (story "Rigadoon")
- 1940 : Hot Steel
- 1941 : L'Île de l'épouvante (Horror Island) de George Waggner
- 1941 : Mutiny in the Arctic
- 1941 : Men of the Timberland
- 1941 : Raiders of the Desert (en)
- 1941 : Road Agent
- 1942 : Sweetheart of the Fleet
- 1942 : Danger in the Pacific
- 1942 : Stand By All Networks
- 1943 : Two Señoritas from Chicago
- 1944 : The Great Alaskan Mystery
- 1944 : Sérénade américaine (Music in Manhattan) de John H. Auer
- 1944 : The Mystery of the Riverboat
- 1947 : The Lone Wolf in Mexico (en)
- 1948 : Le Prince des voleurs (The Prince of Thieves)
- 1948 : The Return of the Whistler
- 1948 : Trapped by Boston Blackie
- 1948 : The Creeper
- 1948 : Thunder in the Pines
- 1948 : Highway 13
- 1949 : Boston Blackie's Chinese Venture
- 1949 : Arson, Inc. (en)
- 1949 : Sky Liner

#### Années 1950
- 1950 : The Daltons' Women (en) de Thomas Carr
- 1950 : Hostile Country
- 1950 : Marshal of Heldorado
- 1950 : Crooked River
- 1950 : Motor Patrol
- 1950 : Colorado Ranger
- 1950 : West of the Brazos
- 1950 : Fast on the Draw
- 1951 : Man from Sonora
- 1951 : Kentucky Jubilee
- 1951 : Lawless Cowboys
- 1952 : The Frontier Phantom
- 1952 : Night Raiders (en) de  Howard Bretherton
- 1952 : Trail of the Arrow
- 1952 : The Yellow Haired Kid
- 1952 : The Ghost of Crossbones Canyon
- 1952 : Behind Southern Lines
- 1953 : Two Gun Marshal
- 1954 : Trouble on the Trail
- 1954 : The Two Gun Teacher
- 1954 : Marshals in Disguise
- 1955 : Timber Country Trouble
- 1955 : The Titled Tenderfoot
- 1955 : The Matchmaking Marshal
- 1955 : Phantom Trails
- 1957 : The Dalton Girls (en)
- 1958 : Fort Bowie
- 1958 : Street of Darkness (en)

#### Années 1960
- 1960 : Gundown at Sandoval
- 1962 : Un pilote dans la Lune (Moon Pilot)
- 1966 : Elfego Baca: Six Gun Law
- 1967 : Rentrez chez vous, les singes ! (Monkeys, Go Home!)

#### Années 1970
- 1973 : Running Wild

### Pour la télévision
- 1952 : Les Aventures de Kit Carson (The Adventures of Kit Carson) (2 épisodes)
- 1953 : Ramar of the Jungle (1 épisode)
- 1954-1955 : Histoires du siècle dernier (Stories of the Century) (21 épisodes)
- 1955 : Soldiers of Fortune (1 épisode)
- 1955 : Tales of the Texas Rangers (1 épisode)
- 1955 : The Gene Autry Show (1 épisode)
- 1955-1956 : Sergeant Preston of the Yukon (8 épisodes)
- 1955-1957 : The Life and Legend of Wyatt Earp (4 épisodes)
- 1956 : The Adventures of Dr. Fu Manchu (en) (1 épisode)
- 1956-1957 : The Adventures of Jim Bowie (9 épisodes pour la saison 1956-1957 et 7 épisodes pour la saison 1957-1958)
- 1957 : The New Adventures of Charlie Chan (1 épisode)
- 1958 :  Elfego Baca (The Nine Lives of Elfego Baca)
- 1958 : Tombstone Territory (1 épisode)
- 1958 : Frontier Doctor (3 épisodes, 1958 -1959)
- 1958-1960 : Bat Masterson (6 épisodes)
- 1958-1961 : Texas John Slaughter (6 épisodes)
- 1962 : Escapade in Florence (téléfilm)
- 1962 : The Waltz King (téléfilm)
- 1964 : The Tenderfoot (téléfilm)
- 1965-1967 : Gallegher (10 épisodes)
- 1968 : The Treasure of San Bosco Reef (téléfilm)
- 1969 : Mon ami Ben (Gentle Ben, 2 épisodes)
- 1974 : Devlin